# Kazachstan na Zimowych Igrzyskach Olimpijskich 1994
Reprezentacja Kazachstanu na Zimowych Igrzyskach Olimpijskich 1994 liczyła 29 zawodników - 19 mężczyzn i 10 kobiet, którzy wystąpili w ośmiu dyscyplinach sportowych. Reprezentanci tego kraju zdobyli łącznie trzy medale: jeden złoty i dwa srebrne (wszystkie wywalczył Władimir Smirnow). Był to pierwszy start Kazachstanu na igrzyskach olimpijskich. 
Najmłodszym zawodnikiem Kazachstanu na ZIO 1994 była Oksana Kotowa (18 lat i 55 dni), a najstarszym Natalja Sztajmiec (30 lat i 109 dni).

## Zdobyte medale
| Medal  | Zawodnik         | Dyscyplina sportowa | Konkurencja                      |
| ------ | ---------------- | ------------------- | -------------------------------- |
| Złoto  | Władimir Smirnow | Biegi narciarskie   | 50 km stylem klasycznym mężczyzn |
| Srebro | Władimir Smirnow | Biegi narciarskie   | 10 km stylem klasycznym mężczyzn |
| Srebro | Władimir Smirnow | Biegi narciarskie   | Bieg łączony mężczyzn            |

## Wyniki reprezentantów Kazachstanu

### Biathlon
Mężczyźni
- Dmitrij Pantow

sprint - 48. miejsce
bieg indywidualny - 51. miejsce
Kobiety
- Inna Szeszkil

sprint - 4. miejsce
bieg indywidualny - 29. miejsce

### Biegi narciarskie
Mężczyźni
- Nikołaj Iwanow

10 km stylem klasycznym - 16. miejsce
Bieg łączony - 19. miejsce
30 km stylem dowolnym - 40. miejsce
50 km stylem klasycznym - 50. miejsce
- Pawieł Korolow

30 km stylem dowolnym - 53. miejsce
- Siergiej Margacki

50 km stylem klasycznym - 45. miejsce
- Andriej Niewzorow

10 km stylem klasycznym - 37. miejsce
Bieg łączony - 31. miejsce
30 km stylem dowolnym - 42. miejsce
- Pawieł Rjabinin

10 km stylem klasycznym - 34. miejsce
Bieg łączony - 26. miejsce
50 km stylem klasycznym - 29. miejsce
- Władimir Smirnow

10 km stylem klasycznym - 
Bieg łączony - 
30 km stylem dowolnym - 10. miejsce
50 km stylem klasycznym - 
- Nikołaj Iwanow
Pawieł Korolow
Andriej Niewzorow
Pawieł Rjabinin

sztafeta - 9. miejsce
Kobiety
- Jelena Antonowa

5 km stylem klasycznym - 33. miejsce
Bieg łączony - 38. miejsce
15 km stylem dowolnym - 47. miejsce
30 km stylem klasycznym - 21. miejsce
- Jelena Czerniecowa

5 km stylem klasycznym - 49. miejsce
Bieg łączony - 53. miejsce
15 km stylem dowolnym - 53. miejsce
30 km stylem klasycznym - 46. miejsce
- Oksana Kotowa

5 km stylem klasycznym - 56. miejsce
Bieg łączony - 48. miejsce
15 km stylem dowolnym - 43. miejsce
30 km stylem klasycznym - 47. miejsce
- Natalja Sztajmiec

5 km stylem klasycznym - 52. miejsce
- Natalja Sztajmiec
Jelena Czerniecowa
Oksana Kotowa
Jelena Antonowa

sztafeta - 13. miejsce

### Łyżwiarstwo figurowe
Pary
- Jelizawieta Stiekolnikowa
Dmitrij Kazarłyga

Pary taneczne - 18. miejsce

### Łyżwiarstwo szybkie
Mężczyźni
- Radik Bikczentajew

1500 m - 29. miejsce
5000 m - 16. miejsce
- Sergiej Cybienko

1500 m - 33. miejsce
- Władimir Klepinin

500 m - 33. miejsce
1000 m - 34. miejsce
- Wadim Sajutin

1500 m - 30. miejsce
5000 m - 27. miejsce
- Jewgienij Sanarow

5000 m - 19. miejsce
10 000 m - 14. miejsce
- Wadim Szakszakbajew

500 m - 12. miejsce
1000 m - 20. miejsce
Kobiety
- Kenżesz Orynbajewa

3000 m - 24. miejsce
- Ludmiła Prokaszowa

3000 m - 4. miejsce
5000 m - 6. miejsce

### Narciarstwo alpejskie
Mężczyźni
- Andriej Kołotwin

zjazd - 43. miejsce
kombinacja - 29. miejsce
Kobiety
- Olga Wiediaczewa

zjazd - 24. miejsce
supergigant - 37. miejsce
kombinacja - 19. miejsce

### Narciarstwo dowolne
Mężczyźni
- Aleksiej Bannikow

jazda po muldach - 21. miejsce

### Short track
Kobiety
- Jelena Sinicyna

500 m - 21. miejsce
1000 m - DNF

### Skoki narciarskie
Mężczyźni
- Kajrat Bijekenow

Skocznia normalna - 49. miejsce
Skocznia duża - 58. miejsce
- Aleksandr Kołmakow

Skocznia normalna - 46. miejsce
Skocznia duża - 48. miejsce
- Andriej Wierwiejkin

Skocznia normalna - 24. miejsce
Skocznia duża - 37. miejsce